# Natt 1001
Natt 1001 är ett musikalbum från 1988 med den svenska sångerskan Py Bäckman.

## Låtförteckning
| Nr  | Titel                        | Låtskrivare | Längd | Kommentar  |
| --- | ---------------------------- | ----------- | ----- | ---------- |
| 1.  | "Papa"                       | Py Bäckman  | 3:52  |            |
| 2.  | "Tysta ljus"                 | Py Bäckman  | 3:26  |            |
| 3.  | "Hjälte jag?"                | Py Bäckman  | 4:26  |            |
| 4.  | "Djävulen och första stenen" | Py Bäckman  | 1:55  |            |
| 5.  | "Astro och Yasmin"           | Py Bäckman  | 4:58  |            |
| 6.  | "Kung för ett gycklarhov"    | Py Bäckman  | 4:50  |            |
| 7.  | "Varm kvinna"                | Py Bäckman  | 4:13  |            |
| 8.  | "Passion till döds"          | Py Bäckman  | 4:10  |            |
| 9.  | "Du är vacker Johnny"        | Py Bäckman  | 4:02  |            |
| 10. | "Omvänd rebell"              | Py Bäckman  | 4:30  | Bara på cd |
| 11. | "Att fånga en ängel"         | Py Bäckman  | 2:10  |            |

### Medverkande musiker
- Trummor – Pelle Lidell
- Bas – Anders Olausson
- Gitarr – Micke Wennborn
- Hammond – Hasse Olsson)
- Keyboards – Mats Wester, Thomas Ericsson och Micke Wennborn
- Kör – Py Bäckman, Dan Hylander, Tomas Ledin och Tommy Nilsson

### Ytterligare info
- Inspelningsstudio – Polar Studios
- Tekniker – Bernard Löhr, Bo Reimer, Mats Wester och Micke Wennborn
- Producerad – Py Bäckman, co-producerad av Mats Wester och Micke Wennborn
- Arrangemang – Py Bäckman, Mats Wester och Micke Wennborn

## Listplaceringar
| Lista (1988) | Topplacering |
| ------------ | ------------ |
| Sverige      | 39           |